# Tine
Tine oder Tine Norske Meierier BA ist ein norwegischer Lebensmittelkonzern, der hauptsächlich Milchprodukte herstellt. Hauptabsatzmarkt ist Norwegen, bestimmte Produkte werden auch exportiert. 2014 hatte der Konzern 5.463 Angestellte und erzielte einen Umsatz von 21,5 Mrd. NOK (ca. 2,3 Mrd. Euro).
Etwa 10.000 Höfe liefern Milch an 31 norwegische Tine-Meiereien.

## Geschichte
Tine wurde 1928 als Norske Meieriers Eksportlag gegründet, 1942 in Norske Meieriers Salgssentral umbenannt, und firmiert seit 1984 als Norske Meierier. Der Name Tine wurde 1992 als Markenzeichen eingetragen.

## Produkte
Bis Mitte der 1990er Jahre beherrschte Tine den heimischen Markt quasi als Monopolist. Durch neue ausländische Mitbewerber wuchs auch die Vielfalt an Milchprodukten zum Vorteil der Konsumenten. Tine sah sich veranlasst, neue Produkte auf den Markt zu bringen, heute werden über 200 verschiedene angeboten.

## Marken

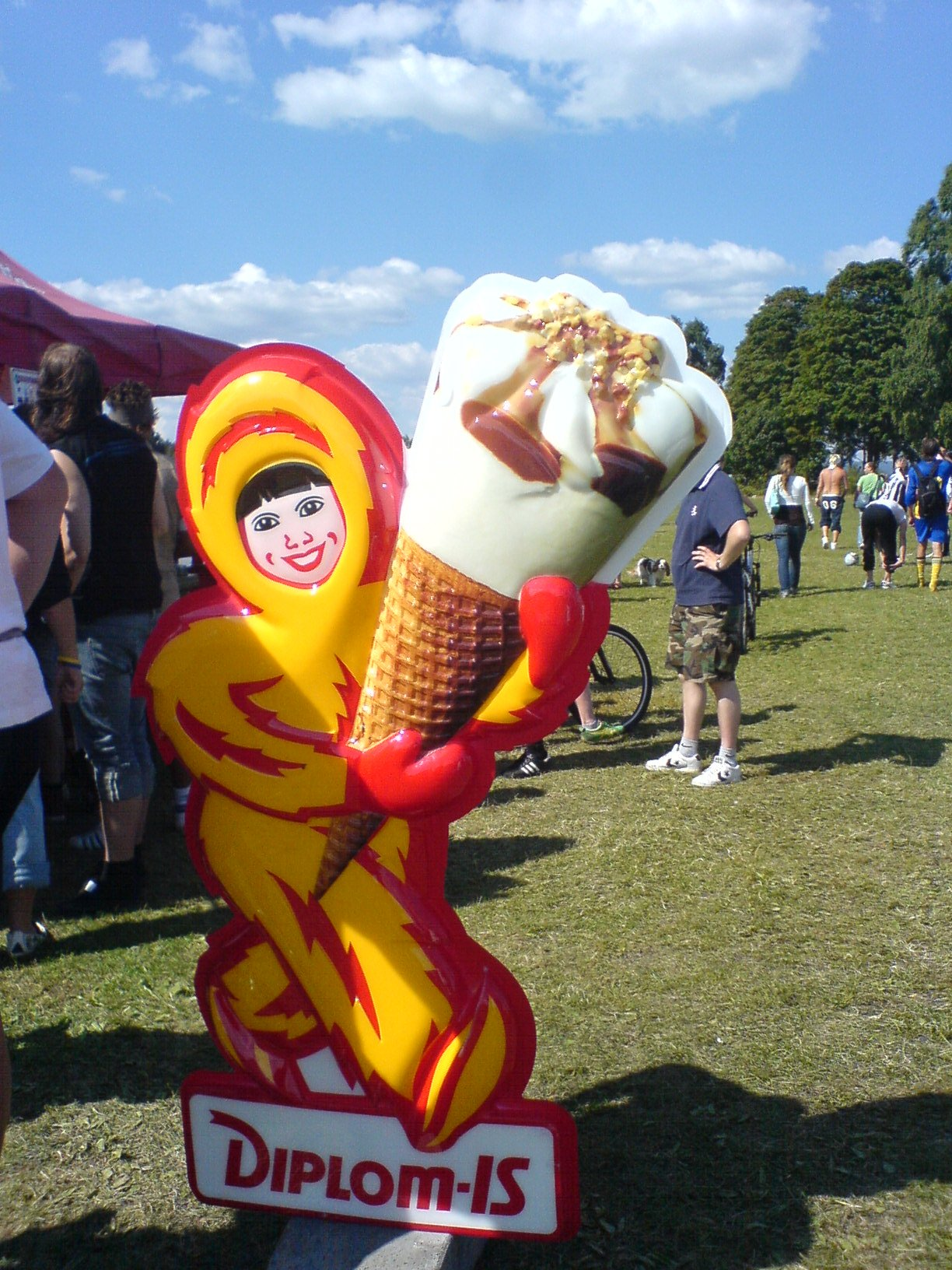
Seit 1936 wirbt Diplom-Is mit dem Firmen-Maskottchen „Eskimonika“ (aus Eskimo und Monika).

### Diplom-Is
Die Tochtergesellschaft Diplom-Is produziert Speiseeis. Diplom-Is ist eine eingetragene Warenmarke und auf dem norwegischen Markt seit Produktionsstart Marktführer. Der Marktanteil liegt derzeit bei etwa 50 %, 99,8 % der Norweger kennen die Marke. Auch auf dem schwedischen und dänischen Markt ist die Marke vertreten.
Die Produktion wurde im August 1930 in Oslo aufgenommen. Heute existieren Fabriken an sieben Standorten.

### Jarlsberg
Auf dem deutschen Markt ist seit den 1970er Jahren die Käse-Marke Jarlsberg vertreten. 